# شانکرا
شانکرا یا شنکره چاریه (دِوَناگَری:आदि शङ्कर آدی شانکَرَه)(انگلیسی: Shankaracharya) فیلسوف و اندیشمند هندو در مکتب ودانتا بود. او در میان برهمنان نمبودری مالابار در کرالا در هندوستان زاده شد، و در جوانی سنیاسی شد و به برهمنان پیوست. او به مطالعه فلسفه و دین اوپانیشادها پرداخت. تفسیری که شانکرا به زبان سانسکریت بر اوپانیشادها و باگاوادگیتا نوشت، از مهمترین متون فلسفی آئین هندو به‌شمار می‌رود. در بنارس، او فرمان یافت که با گروهی از شاگردانش در همه تالارهای دانشگاهی هند از آئین برهمنی دفاع کند و دیدگاههای بودایی را رد کند. او در سال ۸۲۰ میلادی، در حالی که مردی جوان بود و تنها سی و چند سال داشت، در کدارنات هند، درگذشت.

## زندگی

### تولد و کودکی

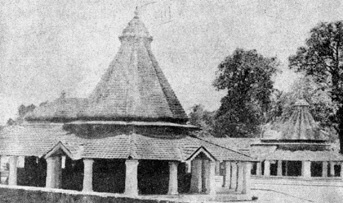
زادگاه آدی شانکره در کالادی

شانکره در خانواده‌ای بسیار تنگدست از تبار برهمنان نمبودیری و در روستایی به نام کالادی (در شش فرسنگی کرالای امروزی) زاده شد. بنا به قول مشهور، پدر او سری شیواگورو و مادرش آریامبا نام داشته‌است. چنان که در روایاتِ سنتی آمده‌است، پدر و مادر شانکره سالیانِ سال صاحبِ فرزند نمی‌شدند، تا این که در پرستشگاه به درگاهِ شیوا دعا کردند. دعای ایشان پذیرفته شد و خداوند ایشان را مخیر کرد که از میانِ این دو یکی را برگزینند: فرزندی با دانشِ معمولی ولی با عمرِ طولانی، یا فرزندی با دانشِ بسیار و عمر اندک. پدر و مادر شانکره دومین گزینه را انتخاب نمودند.
پدر شانکره، هنگامی که شانکره هنوز خردسال بود و به روایتی هشت سال داشت، درگذشت. شانکره در پنج سالگی وارد مدرسه شد و به یادگیری آموزه‌های دینی و دانش‌های زمانش همت گمارد. در روایات آمده‌است که وی در هشت سالگی، وداها را از برداشت.

### گرویدن به سنیاسی‌ها
شانکره از بدو کودکی تمایل داشت به دسته ماوراء کاستِ فقرای هندو یا سنیاسی بپیوندد. پیوستنِ او به این دسته به این معنا بود که او می بایست تجرد اختیار کرده و تمام پیوندهای خانوادگی و قبیله‌ای را رها کند و به کشفِ حقیقت بپردازد. مادر شانکره از این خواسته ناخشنود بود و قصد داشت او را با دخترعمویش پیوند دهد. در افسانه‌های محلی آمده‌است که وقتی شانکره مشغول شست‌وشوی در آب رودخانه بود، تمساحی پای او را گرفت و رها نمی‌کرد. در همین زمان، مادر شانکره فرا رسید و شانکره به مادر بانگ زد: "اگر بپذیری که به سنیاسی‌ها بگروم، این تمساح پای مرا رها خواهد کرد- وگرنه مرا خواهد بلعید." و مادر به ناچار با تقاضای فرزند موافقت کرد و او را دعا کرد.

### یافتن مرشد معنوی

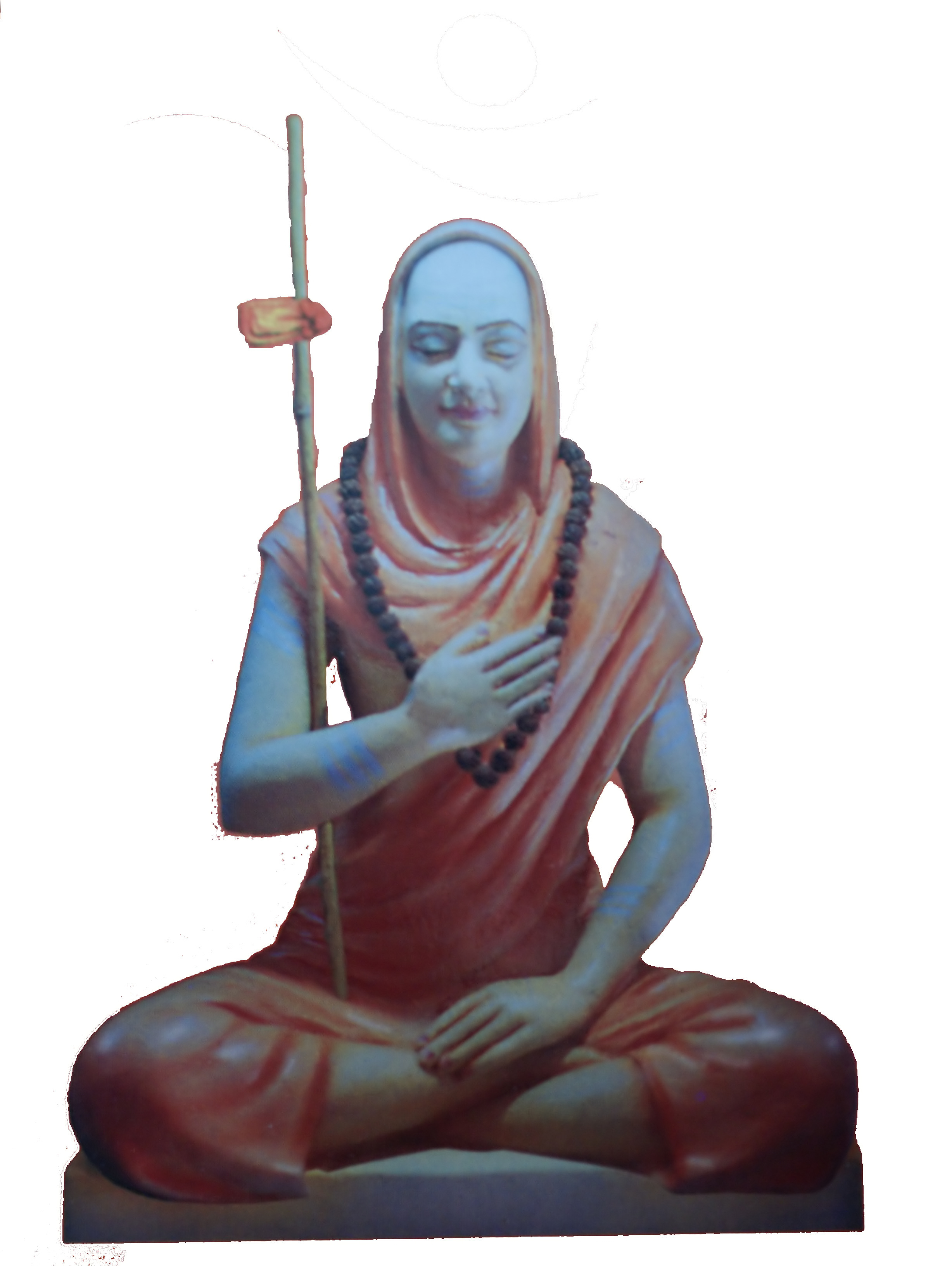
گاوداپادا، مرشد معنوی بزرگ آدی شانکره

شانکره استاد گوویندا بهگودپادا را به عنوانِ استاد و مرشدِ معنوی خود برگزید. معروف است که وقتی گوویندا از شانکره پرسید: "کیستی؟" شانکره در پاسخ گفت:
من نه از آتشم، نه از باد، نه از خاک و نه از آب. من آن منم که در همه نامها و نمادها نمود یافته‌است.
گوویندا شانکره را غسل داد و قبای سنیاسی بر تن او کرد و از آن پس شانکره در زمره سنیاسی‌ها راه یافت. شانکره اصول ادویته ودانته را نزد استاد تمام کرد و تفسیری بر برهمه سوتره نوشت. شانکره همچنین تفاسیر متعددی بر بهگود گیتا و اوپانیشادها نگاشت و به اشکالات رایج پاسخ گفت. او همچنین درین دوران شاگردانِ بسیاری یافت که چهارتن از ایشان همواره او را همراهی می‌کردند.

### دیدار با چنداله
بر اساس بسیاری از روایاتِ سنتی، هنگامی که شانکره در حال راه رفتن به سوی معبد بود، مردی از تبار چنداله به همراه چهارسگ جلویِ راهِ او را گرفت. چنداله، رده افراطی انسانِ فاقدِ کاست است که از پدری شودره و مادری براهمنه - و در نتیجه از راه نامشروع - زاده شده است، و به همین دلیل ناپاک و نجس شمرده می شد. شاگردانِ شانکره از مردِ چنداله خواستند که از سر راهِ استادشان کنار برود. اما چنداله گفت: "آیا تو نیستی که می گویی همه در ذاتِ خود یک هستند؟ اینک چه کسی باید کنار برود؟ آیا ذاتِ من - که با برهما یکی است - یا بدنِ من که همچون تو از خاک است؟ آیا ادویته ودانته را وعظ می کنی و به آن عمل نمی‌کنی؟" شانکره آنگاه در برابرِ چنداله سجده کرد و گفت: "آن کس که نور معرفت برمن بتاباند، گوروی من است: برهمن باشد یا چنداله." سپس، مردِ چنداله ناپدید گردید و معلوم شد که او شیوا بوده‌است که خود را در آن قالب درآورده بوده‌است.

### دیدار با کوماریلا بهاتا
معروف است که آدی شانکره قصد ملاقات با فیلسوف مشهور کوماریلا بهاتا داشته‌است و علی الظاهر نخستین و آخرین دیدار این دو در پریاج بوده‌است. در آنجا، کوماریلا خود را زیر تلی از خاک و خاکستر پوشانده بود و قصد خودسوزی داشت. وقتی آدی شانکره علت را جویا می‌شود، کوماریلا داستانِ خود را روایت می‌کند. کوماریلا خود را پیرو بودا نامیده بود و از آموزگار بودایی خود درباره آن کیش آموخته بود، تنها به این دلیل که بعدها بتواند علیه دین بودا تبلیغ کند. از آنجا که خیانت به آموزگار در تعالیم وداها گناه است، کوماریلا خود را به این خاطر سرزنش می‌کرد و می خواست کفاره بدهد، به همین دلیل کوماریلا پیشنهاد آدی شانکره را مبنی بر مناظره و ویرایش کتابش نپذیرفت و تصمیم به خودسوزی گرفت. کوماریلا در عوض شانکره را به یکی از شاگردانش موسوم به ماندانا میشره ارجاع داد.

### دیدار با ماندانا میشره
از بزرگترین مناظراتِ آدی شانکره، مناظره او با ماندانا میشره بوده‌است. ماندانا میشره شخصی شریعتمدار بود که باور داشت: "آزادی از راهِ عمل پدید می‌آید"، حال آن که شانکره باور داشت که عمل شخص به تنهایی او را نجات نمی‌دهد و برایِ آزادی به مراقبه و ترکِ عمل نیاز است. ماندانا میشره و آدی شانکره در آغاز مناظره توافق کردند که اگر ماندانا میشره پیروز شود، آدی شانکره می بایست از زمره سنیاسی‌ها بیرون آمده و به زمره برهمنان برگردد و اگر آدی شانکره پیروز شود، ماندانا میشره می بایست خانه و زندگی را رها کرده، قبای سنیاسی بر تن کند و در این میان هر کس که غلبه کند، دیگری شاگرد او خواهد بود. معروف است که اوبهایا بهاراتی همسر ماندانا میشره به مناظره ایشان گوش نداد، بلکه گردن آویزی از گل بر گردن هر دوی ایشان نهاد.
پس از هفده روز بحث مداوم، آدی شانکره به طوطی که در خانه ماندانا میشره در قفس محبوس بود، توجه کرد و گفت: "در دایره عمل او می‌تواند برگزیند که دانه گیاهان را بخورد یا انگور شیرین را- اما هیچ یک از اینها او را از زندان رهایی نخواهد بخشید. مگر این که هم دانه را رها کند و هم انگور شیرین را، تا صاحبِ طوطی آن را رها نماید." با ادای این جمله، گردنبند ماندانا میشره خشکید و گردنبند شانکره تازه و شاداب ماند و بدین سان ماندانا میشره در زمره سنیاسی‌ها درآمد و شاگرد آدی شانکره گردید.
آنچنان که از روایات سنتی برمی آید، همسر ماندانا میشره - موسوم به بهاراتی- که زنی دانشمند بود، وارد مجلس شد و به شانکره گفت: "اینک با شوهر من مناظره کردی و بر او غلبه کردی. حال با من مناظره کن." شانکره به ناچار پذیرفت. اما بهاراتی هوشمندانه بحث را به وظایف زن و شوهر کشانید و از آنجا که شانکره مجرد بود، چیزی از این مسائل نمی دانست. بر اساس افسانه ها، شانکره از بهاراتی مهلت خواست که درباره وظایفِ زن و شوهر کسب دانش کند.
او در این میان و برای کسب تجربه در امور زناشویی، جسدش را به شاگردانش سپرد. روح شانکره جسدش را ترک کرد و واردِ جسد پادشاهی شد. ملکه و مشاورانِ پادشاه به زودی دانستند که شاهِ جدید غیر از شاهِ پیشین است و به ناچار مردی از تبار برهمنان در جسدِ او حلول کرده‌است. پس ملکه به مشاورانش دستور داد که به دنبالِ جسدِ این مرد بگردند و آن را بسوزانند تا آدی شانکره بتواند در هیئت پادشاه باقی بماند. اما سرانجام، شانکره - در حالی که شاگردانش مشغول سوزاندن جسد او بودند- به تن خودش بازگشت و آتش به واسطه باران خاموش شد. او به پرسش‌های بهاراتی نیز پاسخ گفت و پیروز مناظره شد.

### وفات مادرش
روایت کرده‌اند که آدی شانکره پیش از آن که به جامه سنیاسیان درآید، با مادرش پیمان بست که دم مرگ در بالین مادر حاضر شود. پس چون از مرگ مادر آگاهی یافت، سراسیمه شاگردان را ترک کرد و نزد مادر رفت. از آنجا که هیچ یک از برهمنان در مراسم سوزاندن جسد به او کمک نکردند، او به تنهایی مراسم را انجام داد و از آنجا که جسد مادرش سنگین بود و او نمی توانست به تنهایی آن را جابه جا کند، آن را به چهار قسمت تقسیم کرد و در چهار نوبت به مکان آتش برد.